# 希咲エマ
希咲 エマ（きさき えま、1989年3月30日 - ）は、日本のAV女優、DJ、実業家。

## 特徴
2019年時点では、Iカップである。
妊娠の経験があり、ビデオで母乳を沢山噴射していた。
妊娠中の乳房は、とても重く張りがあり、とても暖かかったという。
へそピアスをしている。（妊娠中は、外す時もあった。）

## 略歴・人物
2009年3月に「加藤 はる希(かとう はるき)」としてデビューしたギャル系の小柄なAV女優である。アナルセックス、フィストファック、SM、浣腸などハードなプレイもこなす。ブラジャーは3段ホック、ショーツはTバックをよく履くいている。
2012年現在、希咲エマとして活動中。
2014年7月、セガのゲーム「龍が如く」のキャラクター出演をかけたセクシー女優人気投票にエントリー。同年8月24日、結果発表。「龍が如く0 誓いの場所」への出演権を逃した。順位・得票数未発表。

## 作品

### アダルトビデオ
2009年
- 欲しがる身体 151cmの発情Hiスペック （3月1日、ワンズファクトリー） ※デビュー作
- Rookies 8 札幌在住・ドエローな大手化粧品メーカーの美容部員に中出し! （4月16日、スターゲート）
- ザ・ギャルナン 09 （4月16日、グローリークエスト）…オムニバス作品
- ANAL VENUS （5月1日、ワンズファクトリー）
- 拷問診療アクメ BLACK HOSPITAL 終わり無き白い幻想拷問 （5月2日、ベイビーエンターテイメント）
- 最高のアナル舐め手コキ （6月1日、ワンズファクトリー）…オムニバス作品
- W尻穴・LOVEビアン （7月15日、ワープエンタテインメント）
- お父さん、お母さん、ゴメンなさい…。 普段はこんな格好して真面目に働いてますが実は私、自らAVに応募して中出しまでされちゃった淫らな娘です。 2 （7月16日、マキシング）…オムニバス作品
- ぶっといのが好き! （7月19日、乱丸）
- アナルΩアクメ耐久Fuck Vol.13 （7月22日、プレステージ）
- シロダーラ催眠快獄アクメ 3 （8月1日、V）…オムニバス作品
- このオンナ変態につき。 第二巻 （8月16日、スターゲート）…オムニバス作品
- 淫乱女子社員 スーツの中の卑猥なワレメ （8月25日、ながえスタイル）
- アナル拷問 2 〜セカンドシーズン〜 （9月5日、ディープス）
- 喪服奴隷 鎖の貞操帯 （10月1日、シネマジック）
- しつけてください 若妻・奴隷志願 はる希 24歳 （10月5日、ドリームチケット）
- 多重ケイレン 底無しアクメの女 （11月1日、シネマジック）
- 悪斗麗巣 裸の履歴書02 （11月3日、マッド）
- 時間よ止まれ! パート14 〜いつでもどこでもハレンチ天国〜 （11月5日、V&Rプロダクツ）…オムニバス作品
- 近親相姦 2 兄と義姉と妹と。 （11月13日、LEO）…オムニバス作品
- 渋谷BLACK VS 女子校生BLACK （12月5日、GARCON）
- お姉さんが犯してあげる 49 （12月12日（レンタル）／1月8日（セル）、クリスタル映像）…オムニバス作品
- 鬼イカせ 性器破壊フィスト! （12月13日、マルクス兄弟）
- ザーメン搾り 強制2回出し （12月13日、マルクス兄弟）…オムニバス作品
- 女子大生狩り 4 （12月19日（レンタル）／1月22日（セル）、クリスタル映像）…オムニバス作品
- もっと大淫乱 （12月19日、乱丸）

2010年
- ギャルだらけの逆チカン路線バス! vol.06 （1月7日、GARCON）
- CFNM♥働くお姉さん 2 （1月15日、ワープエンタテインメント）…オムニバス作品
- 「ザーメンドラッグ」 1 （1月22日、クリスタル映像）…オムニバス作品
- 私は痴女 第61報告書 抜かないで中にチョ〜ダイ （2月13日（レンタル）／3月5日（セル）、クリスタル映像）…オムニバス作品
- 空前の視聴率! 放送コードギリギリ!? キー局人気 女子アナにブッカケ生中継 （3月4日、アキノリ）…オムニバス作品
- 快楽レズエステ 9 （3月4日、アキノリ）…オムニバス作品
- 2本チンポの男がAV業界に殴りこみ! （3月19日、ROOKIE）
- 女子高生 アナルファッカー 2 （3月25日、ビッグモーカル）…オムニバス作品
- 生まれついてのDNA アブノーマル娘 （3月25日、ながえスタイル）…オムニバス作品
- 残酷三姉妹 （4月22日、SODクリエイト）
- 女体いたぶり倶楽部 Case_03 美人秘書編 （4月23日、ギャロップ）
- 唾液精液愛液まみれ おやじと娘 （4月25日、ながえスタイル）…オムニバス作品
- 人との距離は3m! だからこそ興奮する! 喘ぎ声が聞こえるかもしれない 公衆の面前でこっそりハメる （5月13日、アキノリ）…オムニバス作品
- まんずりアクメ クリトリスと亀頭の擦り愛 （5月25日、アロマ企画）…オムニバス作品
- ギャルフェラチオ 2 （8月27日、クリスタル映像）
- GARCONファン感謝祭 可愛さ最強ギャル軍団と行く！！ギラツキMAX童貞クン限定温泉バスツアー！！！[5](10月7日、GARCON)

2011年
- 混浴露天風呂に入っている美形ギャルカップルの彼氏の死角に座り勃起チ○ポを見せつける！！いきり立つ股間に気づいたギャルは彼氏との会話中もチ○ポから目が離せない。（8月6日、GARCON）

2012年
- きまぐれボンテージクィーンのＭ男調教 6 （1月5日、未来 フューチャー）
- KIRA☆KIRA 5周年特別企画　BLACK GAL SPECIAL　黒ギャル美巨乳大乱交6時間スペシャル （1月19日、kira☆kira）
- 美脚ハイレグフェティシズム （2月1日、ワンズファクトリー）
- ゾクっ...　たっぷり淫語を囁かれながらの手コキで潮吹きするM男 4 （2月10日、未来 フューチャー）
- 実在!巷で噂のAVキャバクラ　Red dragon　5　黒ギャルアナルFUCK編 （2月13日、HERO／ゴールド）
- 女体秘奥炎上パニック　淫フェルノ－Ｘ　アーマード・エンジェル　狂い哭く武装女兵士 04 （3月13日、ベイビーエンターテイメント）
- 制服×WQUEEN×M男飼育　調教の虜 （3月15日、未来 フューチャー）
- GAL姉妹　強制レズビアン （3月15日、ジャネス）
- 黒ギャルアナルソープ　1 （6月15日、虎堂）
- 狂乱おま○こイカセ無限ループ （6月20日、AAK）
- 極太チ○コとこぶしを咥えこむ極小マ○コと狭隘アナル （6月20日、ディップ）
- おしゃぶり予備校　34 （7月6日、FS．Knights　Visual）
- 超接写!!　ズボズボ!アナルアクメ　3 （7月6日、OFFICE K'S）
- 逆レイプ　G-cup爆乳BODYで男を喰らう （8月19日、KIRA☆KIRA）
- 肛門中毒の女 （8月25日、ダスッ!）
- ノンストップ映像シリーズ　127分間ノンストップ撮影、ノーカット編集で生中出し25連発に長時間お掃除フェラ!! （9月7日、FS．Knights　Visual）
- パンストSTYLE　制服のままフェラチオする美脚GAL （10月5日、ジャネス）
- 変態黒ギャル希咲エマちゃんが僕の家にやってきた!! （10月19日、虎堂）
- 不倫溺愛録 014 （11月23日、ONE DA FULL）
- プライベートでアナルSEXにハマッている女たちのアナル大好き乱交 （12月1日、ZUKKON/BAKKON）
- 「このオンナ、最上級。」11 （12月21日、プレステージ）
- 最近のギャルはアスホールも余裕 （12月28日、BALTAN）

2013年
- トリプルレズビアン 6 ～ギャル×黒髪×長身・偏執愛 （1月11日、クリスタル映像）
- W2穴フィストファック 拳姦 （3月22日、メーテルホルモン）
- 巨乳ギャル拉致 復讐のアナル責め （3月1日、中嶋興業）
- 爆乳黒ギャルの激射パイズリ （4月19日、セックスエージェント）
- アナル快楽プログラム 黒ギャル　ペニバンマスター （5月1日、JOKER）

2014年
- 黒ギャルQUEENのM男狩り（1月7日、CHANGE）
- べろちゅうレズビアン（6月13日、BACK DROP）
- 揉みたい若妻（7月5日、光夜蝶）
- 卑猥なカラダと溢れる母乳 復活 希咲エマ（7月5日、NON）
- 母乳速報!!vol.2（7月19日、OPPAI）
- 電撃復活! 母乳と潮が大量噴射! ボイン希咲エマボックス（8月1日、ABC/妄想族）
- 母乳本物ギャル人妻（8月13日、E-BODY）
- ドSでドMの快楽主義者・希咲エマ復活!母乳噴射ザーメンごっくん極太2穴フィスト子作り連続中出しファック!!（8月19日、エムズビデオグループ）
- 希咲乳業「エマミルク」 母乳はローション◇飛ばしてビンビン◇ 希咲エマ Iカップ100cm（8月22日、チェリーズ）
- 母乳浣腸トリプル噴出プリンセス（8月25日、ダスッ!）
- シロダーラ催眠2穴決壊 イカセ地獄（9月1日、CORE）
- 溢れる母乳と汗と潮 デカチン激イキSEX ボイン希咲エマボックス 2（9月1日、BoinBB/妄想族）
- 揉みたい若妻 えま 2（9月5日、光夜蝶）
- 僕に厳しい姉の大胆オナニーを見てしまったら『お願い…、内緒にして…』と懇願してきたので勃起したチ●ポをそっと前に突きつけたら夢中でシャブリつかれてしまった。（9月5日、NON）
- 希咲エマの汗だく、母乳噴き出し種付け、本気SEX（9月13日、イエロー/妄想族）
- ポルチオ残酷レズ折檻 愛、陵辱（9月19日、レズれ!）
- W人妻アナルフィスト乱交オフ会（9月19日、エムズビデオグループ）
- 絶頂（9月20日、STAR PARADISE）
- 街角でナンパした素人娘たちは母乳Iカップおっぱいに興味津々!? 母乳をたっぷり吸わせて飲ませてぶっかけレズプレイ 希咲エマと女監督なんともJAPANが行く、母乳まみれのトロ～リ濃厚レズナンパ編 2（9月25日、ナンパJAPAN）
- 爆乳母乳痴女エマ ボイン希咲エマボックス 3（10月1日、BoinBB/妄想族）
- 母乳介護奴隷妻 地獄の在宅サービスセンター メガネ萌え母乳妻Iカップ100cm（10月24日、チェリーズ/乳輪堂）
- ギャル調教 可愛いギャルたちをあの手この手でイカせまくる（12月26日、ケイ・エム・プロデュース/REAL） ※「HARUKI」名義

2015年
- 「熟女の口はもっと嘘をつく。」 熟雌女anthology ＃110（1月9日、アウダースジャパン）
- 希咲エマ、まるっと4時間しぼられっぱなし（1月9日、NON）
- 母乳噴射・Wフィスト・2穴中出し! 希咲エマ 4時間（1月19日、エムズビデオグループ）※単体ベスト
- 希咲エマ コンプリート4時間ベスト（1月25日、ダスッ!）※単体ベスト
- 女教師in… 【脅迫スイートルーム】（2月6日、ドリームチケット）
- 強制自慰アクメin… 4 密室マンズリ玩具調教（2月6日、ドリームチケット）
- 女殺幽玄昇天地獄（2月7日、ゴールデンタイム）
- 拉致られてレズれ!（2月19日、レズれ!）
- 汗と愛液。繰り返す絶頂。（3月1日、TEPPAN）
- 浴びた女も感激する一撃!! 大量顔射!!! Part.5（3月6日、ワープエンタテインメント）
- 穴女 口・膣・アナル 全てに…中出し（3月7日、桃太郎映像出版）
- 縄・超淫獣覚醒（3月19日、ドグマ）
- 媚薬3穴ごっくんトリップ!（3月19日、エムズビデオグループ）
- 巨乳レズ団地妻 ～いじめっ子といじめられっ子の愛憎劇～（3月19日、レズれ!）
- 母乳と潮が混ざり合う6本番 希咲エマ Best（3月19日、BoinBB/妄想族）※単体ベスト
- 母乳を撒き散らしてアナルで悶え狂う ド変態妻の肛門中出し絶頂（4月1日、Fitch）
- 潜入捜査官 残虐2穴イキ地獄（4月1日、CORE）
- 淫語まみれ 淫口しまくり寸止め焦らし女（4月4日、ワープエンタテインメント）
- レズビアンに囚われた女潜入捜査官 ～地下キャットファイトクラブ・復讐のレズビアン～（4月7日、ビビアン）
- 中出し大好き! 巨乳人妻淫乱交（4月7日、ゴールデンタイム）
- SUPER JUICY はまKURI栗 ANOTHERS THE マネーゲーム（4月13日、BabyEntertainment）
- 乱交でレズれ!（4月19日、レズれ!）
- 希咲エマ、102発の精子飲む。（5月2日、ワープエンタテインメント）
- 狂乱木馬地獄 vol.5（5月13日、BabyEntertainment）
- 淫乱団地妻 心理カウンセラーにアナル開発された巨乳妻（5月19日、乱丸）
- ノーモザイク・レズれ!（5月19日、レズれ!）
- ドM痴女と早漏S男の相互寸止め生殺し（6月5日、アウダースジャパン）
- 隣のギャルママ（6月19日、GALDQN/妄想族）
- 私、本名でセックスしてました。（7月4日、無名時代）
- 希咲エマ レズれ! プレミアムBEST5時間（11月19日、レズれ!）※単体ベスト

2016年
- 希咲エマ 鬼ハードプレイ全集（2月1日、CORE）※単体ベスト
- TEPPAN未収録 極みのパイズリ フィニッシュまで完全収録!（2月1日、TEPPAN）